# Izukathaai
De izukathaai (Scyliorhinus tokubee) is een vissensoort uit de familie van de kathaaien (Scyliorhinidae). De wetenschappelijke naam van de soort is voor het eerst geldig gepubliceerd in 1992 door Shirai, Hagiwara & Nakaya.